# Odin (satélite)
Odin é um satélite científico sueco projetado para estudos em astrofísica e aeronomia. Dentro do campo da astrofísica, Odin é usado no estudo da formação estelar. Em aeronomia, ele faz observações da camada de ozônio e sua relação como o aquecimento global.
Odin foi desenvolvido pela Swedish Space Corporation, mas faz parte de um projeto internacional que conta com a participação das agências espaciais da Suécia (Agência Espacial Sueca) Finlândia (TEKES), Canadá (CSA) e França (CNES). O satélite foi lançado por um foguete [START-1]] em 20 de fevereiro de 2001 de uma base de lançamento em Svobodny, na Rússia.
Em abril de 2007, os astrônomos anunciaram que Odin tinha descoberto a existência de nuvens interestelares de oxigênio molecular, pela primeira vez.

## Ligações Externas
- Odin information at Swedish National Space Board
- Odin information at Swedish Space Corporation